# Rover K-series
Motory Rover K-Series jsou sérií motorů vyvinutých a vyráběných společností Powertrain Ltd, dceřiné společnosti tehdejší MG Rover Group. Motor byl vyvinut ve dvou variantách: řadový čtyřválec s rozvody SOHC a DOHC, ve zdvihových objemech od 1.1 až po 1.8 litru a variace šestiválcových modelů KV6.

## Historie vývoje

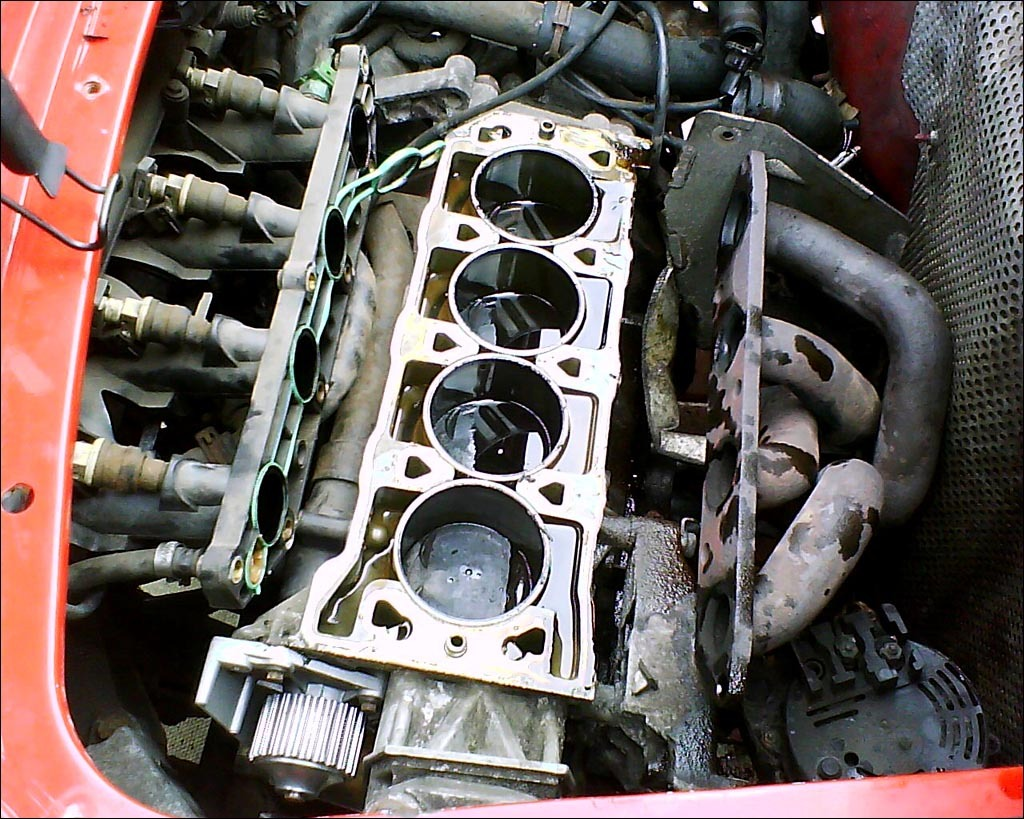
Blok motoru Rover K-series 16V DOHC se sundanou hlavou válců

Motory řady K mají své kořeny v 80. letech, kdy společnost Rover Group získala vládní finanční prostředky na jejich vývoj. V té době byla vláda ve Velké Británii proslulá svou nelibostí státní podpory průmyslu. Oficiálně byla řada K automobilkou představena a zavedena v roce 1988 jako pohonné jednotky pro automobily Rover 200. Návrh konstrukce s jednou sadou šroubů držící celý motor pohromadě je v mnoha ohledech považován za světovou třídu. Revolučním krokem byla výroba v novém závodě (v části Briminghamu mezi East Works a Cofton Hacket) litím do pískových forem za nízkého tlaku (L.P.S. odlévací technologie - poprvé použita v závodě South Works, jenž přiléhal k budově bývalé kovárny). Tento proces výroby tkví v čerpání kapalného hliníku zespodu do chemicky vázané pískovcové formy. Tento proces značně omezil výskyt vzduchových bublin v odlitku a kvalita slitiny se tak zvýšila na zhruba 90% (při běžně užívaném gravitačním lití to bývá kolem 60%). Tato výrobní technologie odstranila mnoho z neodmyslitelných problémů při odlévání hliníkových komponent a mimo jiné umožnila odlévat pevnější odlitky s menší tloušťkou a tudíž i hmotností. Nicméně, tento proces vyžadoval použití tepelně ošetřeného materiálu s označením LM25, který dal pak motorům pověst křehkých agregátů. Přehřátí motoru často vedlo k vyžíhání materiálu a vypalování okrajů válců. Hliníkové motorové bloky byly osazeny válci vyráběnými průmyslovým odstředivým litím. Původně je vyráběla firma GKN v Chesterfieldu, ale později byla nahrazena společností Goetze. Stalo se tak po seminárním průzkumu prováděného společností Charlese Bernsteina v Longbridge, který se ukázal jako odpovědný i za zkvalitnění výroby závodních motorů pro motocykly Ducati. Bohužel, velký počet prodaných motorů, takzvaných "VHPD", byl vybaven válci vyrobenými ještě starou, nestandardní metodou firmy GKN. Motory K-Series, kterými byly vybaveny některé modely automobilky Lotus, byly i nadále vybavovány válci vyrobenými firmou GKN a to i po zavedení válců od firmy Goetze v roce 2000.
Další důležité součásti jako jsou klikové hřídele a vačkové hřídele byly dodávány externím dodavatelem ve formě kovaných polotovarů. Následovalo přesné soustružení, broušení a finální povrchová úprava. Poté byly tyto komponenty zabudovány do odlitých a opracovaných bloků a tvořili tzv. srdce a duši celého agregátu. Sestavení probíhalo na dvou linkách běžících vedle sebe, kde na jedné straně se kompletovala spodní část (olejová vana atd.) a na konci linky byl agregát obrácen a pokračovalo se sestavením vrchní části, kde byla hlava motoru (taktéž odlitá L.P.S. technologií), těsnění, rozdělovače a další dílčí komponenty. Montáž ventilového rozvodu byl prováděn krytou automatizovanou linkou. Přes zdánlivou jednoduchost konstrukce byl celý proces výroby funkční jednotky poměrně složitý. V průběhu let výroby se technologie stále vylepšovali a tím také kvalita výroby, čímž se většinu agregátů dařilo vyrobit v prodejní kvalitě již na první pokus.
Motor byl představen nejprve s obsahem 1.1 litru s rozvody SOHC a 1.4 litru s rozvody DOHC. Ještě než došlo k ukončení spolupráce se společností Honda (společný vývoj karosérií) a převzetí společnosti Rover Group automobilkou BMW, byly vytvořeny i motory o zdvihovém objemu 1.6 litru a 1.8 litru. Motory těchto obsahů byly vytvořeny zvětšením vrtání válců a úpravou zdvihu. Tato úprava si také vyžádala jinou hlavu motoru a výměnu vložek válců. Plastové tělo škrticí klapky, montováno na motor do roku 2001, bylo vyrobeno firmou SU Carburettor company. Mimo jiné bylo přidáno i větší hliníkové tělo motoru.
Motory byly drženy pohromadě v podobě "sendvičové" konstrukce dlouhými průchozími šrouby, které výborně držely motor pod tlakem. Tato konstrukce však není zcela neznámá, byla používána u prvních lehkých stíhacích letounů z první světové války a také u motocyklů a závodních vozů Triumph "Sabrina". Motory řady KV6 však tuto koncepci nepoužívají. Ač řada KV6 sdílí se čtyřválci mnoho stejných komponentů i výrobní technologii, u KV6 se jedná o klasickou koncepci šestiválce do V se čtyřmi vačkovými hřídeli a čtyřmi ventily na válec.

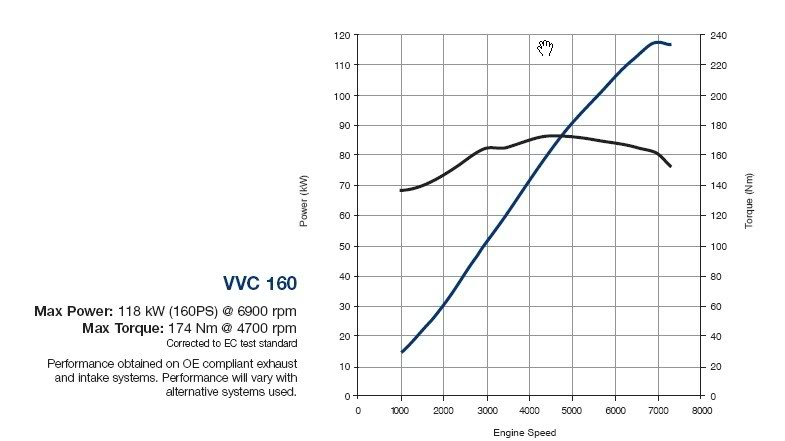
Výkonová křivka motoru K-series 1.8 l s VVC, 118kW v MG ZR 160

Tyto dva typy hlavy motoru, sešroubovány společně s blokem, byly navrženy jak pro 8 ventilové (K8) tak i pro 16 ventilové (K16) verze. Později byla hlava válce doplněna i o Roverem navržený systém VVC, odvozený od prošlého patentu ze sedmdesátých let. To umožnilo navýšit výkon motoru bez toho, aniž by musel být snížen točivý moment při nízkých otáčkách a celková pružnost motoru. Systém VVC neustále mění dobu otevírání vstupní vačky, což má za následek mimořádnou flexibilitu hnacího kroutícího momentu a výkonová křivka K-motorů s VVC systémem je prakticky plochá v celém rozsahu otáček a výkon bez poklesu rovnoměrně stoupá, dokud jej omezovač při 7200 otáčkách za minutu počítačem nezastaví. Výkon verze s VVC byl téměř dvojnásobný oproti původním plánům, což vyvolalo obdiv. Z toho důvodu byl také motor řady K series s VVC vyhledáván výrobci malých, sportovních vozidel jako byl Lotus Elise nebo Caterham.
Po zhroucení společnosti MG Rover Group v roce 2005, koupila továrnu v Longbridge čínská automobilka Nanjing Automobile. Tato transakce zahrnovala i práva duševního vlastnictví k mnoha patentům a řešením, včetně k motorům řady K. Čínský Nanjing Automobile pokračoval dále ve vývoji motorů K-Series, které přejmenoval na "řadu N" a používala je nadále jejich dceřiná společnost MG Motor ve své nabídce vozů (např. MG TF ve Velké Británii a MG3 SW a MG7 v Číně). Na rozdíl od všeobecného přesvědčení nebyla řada N nikdy namontována do modelu MG 6. Paradoxně totiž došlo k druhotnému vývoji motoru K-series a to čínskou SAIC Motor. Oba subjekty koupili po MG Rover Group části duševního vlastnictví, ovšem s tím, že SAIC Motor nezakoupil nástroje a vybavení a proto musel jednotky vyrábět v podstatě od počátečního plánu. Pověřili tedy firmu Ricardo 2010, která přepracovala původní konstrukci a vyrobila nový prototyp s vylepšeními hlavy i bloku. Změny se týkaly například jiné konstrukce těsnění hlavy válců, vyšší tahové pevnosti průchozích šroubů, byl použit zmodernizovaný materiál a výrobní postupy, upraveny vodní kanály v hlavě pro lepší chlazení, zesílen blok a mazací lišty umístěné na dolním konci motoru, do které se průchozí hlavové šrouby montují. Tyto agregáty pak byly používány v modelech Roewe 750 a Roewe 550. Po převzetí Nanjing Automobile konglomerátem SAIC Motor se poté dostali i do modelu MG6. Tyto revize řady K-Series byly distribuovány prostřednictvím britské společnosti XPart a měly vyřešit problémy, kterými některé motory řady K údajně trpěli a vedly k selhání těsnění hlavy válců.
Nicméně jsou tyto motory obecně hodnoceny jako spolehlivé což dokázali i v několika náročných závodech, jako například ve světově proslulém závodu Nürburgring 24 Hours v roce 2002, kdy vůz Caterham Superlight zvítězil ve své třídě s motorem K Series 1.8L upraveným společností XPOWER.

## Řízení a vstřikování

### Verze K8
Rané verze modelů K8 používaly jednoduché karburátory KIF firmy SU carburetter s ručně ovládaným sytičem. Jednobodové vstřikování MEMS se stalo standardem při zahájení výroby vozu Rover 100 v roce 1994.

### Verze K16
Modely K16 používaly ECU MEMS 1.6 litru od roku 1990 až do roku 1994. Od roku 1995 bylo vestavěno elektronické řízení vstřikování buď jednobodové nebo vícebodové, s jednou cívkou na zadní části bloku motoru a víkem rozdělovače a ramenem rotoru na konci vačkového hřídele sacích ventilů. Na motoru VVC byla použita řídící jednotka MEMS 2 k ovládání variabilního časování ventilů a také elektronického zapalovacího systému, což bylo nezbytné kvůli tomu, že řemeny hnacího hřídele byly na obou koncích motoru. Se zahájením výroby automobilů Rover 25 a Rover 45 v roce 1999 byl představen systém vstřikování MEMS 3 s oddělenými cívkami a sekvenčním vstřikováním.

### KV6
Rané verze motoru KV6, které byly montovány v modelu Rover 800, používaly systém MEMS 2J, který řídil tři komplety zapalovacích cívek a proměnnou geometrii sacího potrubí. Později KV6 používaly Siemens EMS 2000.

## Modelové řady

### 1100
Všechny motory 1100 nahrazující typ 1.1 litru (1,120 cm³/68 cu in). Vyráběny čtyři varianty:
- SOHC K8 8V, Karburátor, 44kW (60hp)
- SOHC K8 8V, SPI, 44kW (60hp)
- SOHC K8 8V, MPI, 44kW (60hp)
- DOHC K16 16V, MPI, 55kW (75hp)

Vozy vybavené motorem 1100:
- Rover Metro
- Rover 100
- Rover 200
- Rover 25

### 1400

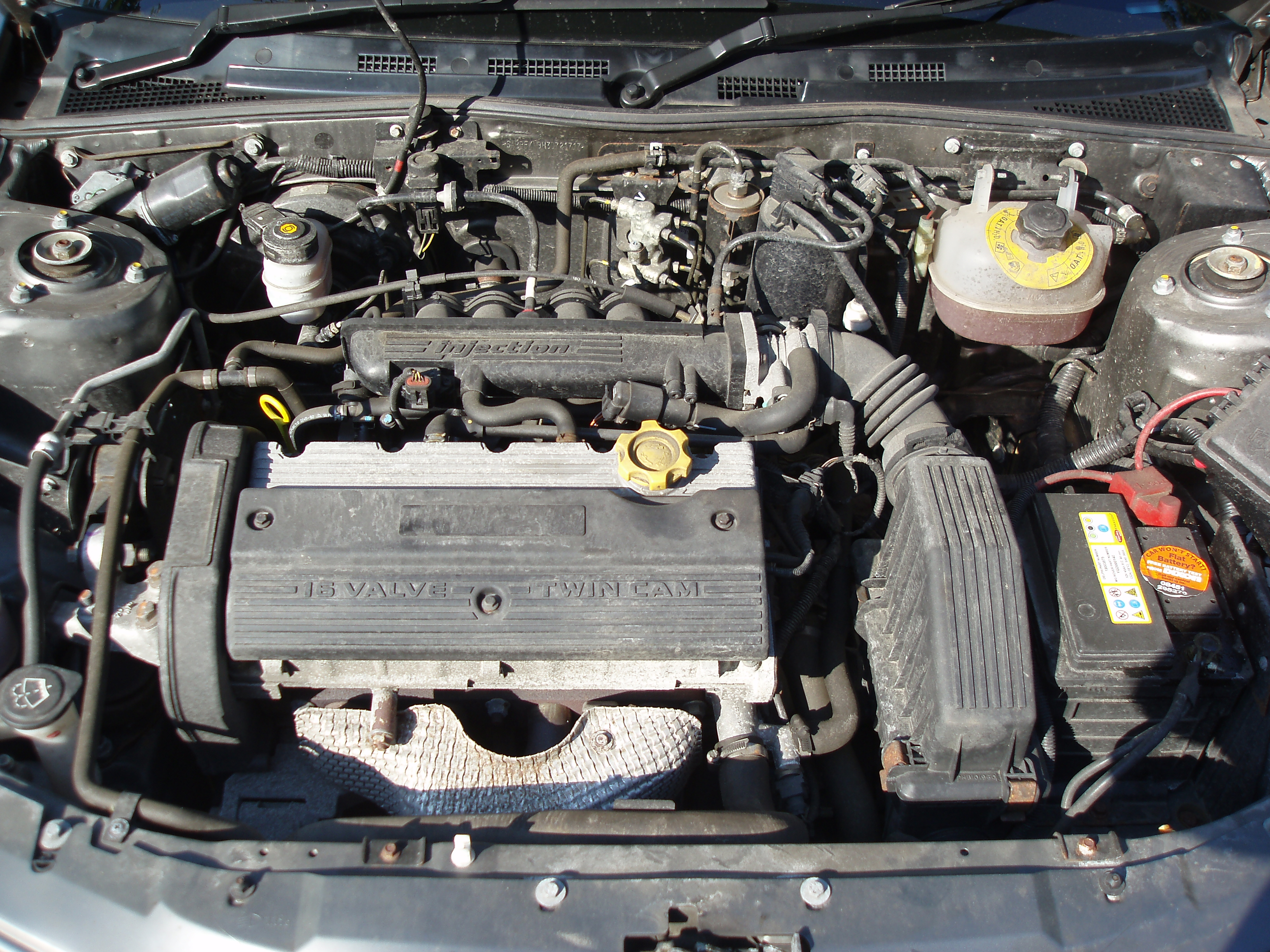
Motor 1.4 l DOHC K-Series v modelu MG ZR

Kódy motoru: 14K2F (8V), 14K4F (16V), 14K16 (16V)?
Všechny motory 1400 nahrazující typ 1.4 litru (1,396 cm³/85 cu in). Bylo vyráběno šest variant:
- SOHC K8 8V, Karburátor, 55kW (75hp)
- SOHC K8 8V, SPI, 55kW (75hp)
- SOHC K8 8V, MPI, 55kW (75hp)
- DOHC K16 16V, SPI, 66kW (90hp)
- DOHC K16 16V, MPI, 61kW (82hp)
- DOHC K16 16V, MPI, 76kW (103hp)

K16 82hp varianta je přesně stejný motor jako 103hp, ale rozdíl je v restriktivní škrticí klapce, která měla snížit třídu (tedy i cenu) pojišťovací skupiny vozu.
Vozy vybavené motorem 1400:
- Rover Metro
- Rover 100
- Rover 200
- Rover 25
- Rover 400
- Rover 45
- Rover Streetwise
- MG ZR
- MG ZS - Pouze v Irsku a Portugalsku.
- Caterham Seven
- GTM Libra
- GTM K3
- FSO Polonez Caro/Atu

### 1600
Kód motoru: 16K4F
Všechny motory 1600 nahrazující typ 1.6 litru (1,588 cm³/96 cu in). Vyráběny dvě varianty:
- DOHC K16 16V, MPI, 80kW (109hp)
- DOHC K16 16V, MPI, 82kW (111hp)

Vozy vybavené motorem 1600:
- Rover 200
- Rover 25
- Rover Streetwise
- Rover 400
- Rover 45
- MG ZS
- MG F
- MG TF
- Caterham Seven

### 1800
Kódy motorů:: 18K4F, 18K4G, 18K4K (VVC varianta)
Všechny motory 1800 nahrazující typ 1.8 litru (1,796 cm³/109 cu in). Bylo vyráběno šest variant:
- DOHC K16 16V, MPI, 117hp @5500rpm /160Nm@4000rpm
- DOHC K16 16V, MPI, 100kW (136hp)@6750rpm/ 165Nm@3000rpm
- DOHC K16 16V, MPI, VVC, 107kW@7000rpm (143hp) / 174Nm@4500rpm
- DOHC K16 16V, MPI, VVC, 118kW@7200rpm(158hp) / 174Nm@4700rpm
- DOHC K16 16V, MPI, přeplňovaný turbem, 110 až 118kW (150 až 160hp)
- DOHC K16 VHPD (Very High Performance Derivative) 16V, MPI, 130kW (177hp) nebo 142kW (192hp/203Nm) (pouze vozy Lotus) (použita jedinečná technologie lití hlavy válců (podobná jako u VVC), obsahuje velké ventily, ale s pevným časováním vačky - Rover nebyl nikdy požádán o další vývoj)

Vozy vybavené motorem 1800 litru:
- Rover 200 (120hp, 145hp VVC)
- Rover 25 (120hp, 145hp VVC)
- Rover 45 (120hp)
- Rover Streetwise (120hp)
- Rover 75 (120hp, 150hp Turbo)
- MG ZR (120hp a 160hp VVC)
- MG ZS (120hp)
- MG ZT (120hp, 160hp Turbo)
- MG F (120hp, 145hp VVC a 160hp VVC)
- MG TF (120hp, 135hp and 160hp VVC)
- Ariel Atom
- Lotus Elise
- Land Rover Freelander(120hp)
- Caterham Seven
- GTM Libra